# Adesmia patancana
Adesmia patancana är en ärtväxtart som beskrevs av Oskar Eberhard Ulbrich. Adesmia patancana ingår i släktet Adesmia och familjen ärtväxter. Inga underarter finns listade i Catalogue of Life.